# Goblins Club
Goblins Club es el vigesimosexto álbum de estudio del grupo de música electrónica alemán Tangerine Dream. Publicado en septiembre de 1996 por el sello Castle Communications, destaca por ser un álbum inspirado temáticamente por el trabajo del escritor alemán Christian Morgenstern.

## Producción
Con la edición de su anterior trabajo, The Dream Mixes (1995), Tangerine Dream había cumplido su compromiso contractual con la discográfica Miramar (para Estados Unidos) y Virgin (para Europa). Durante la búsqueda de un nuevo sello que editara su música el grupo finalmente recaló brevemente en el sello británico Castle Communications para la edición de este álbum. Sin embargo, meses más tarde, fundarían su propia compañía discográfica -TDI- con la que empezaría una extensa etapa en la trayectoria del grupo.
Grabado en los Eastgate Studios de Viena en esta ocasión al dúo compuesto por Edgar y Jerome Froese se unió el grupo de músicos habitual entonces para las giras de conciertos: la saxofonista Linda Spa (quien coescribiera con Edgar Froese la canción «Elf June and the Midnight Patrol») y los guitarristas Gerald Gradwohl y Mark Hornby.

## Lista de temas
| N.º   | Título                             | Escritor(es)               | Duración |  |
| 1.    | «Towards The Evening Star»         | Jerome Froese Edgar Froese | 6:19     |  |
| 2.    | «At Darwin's Motel»                | Edgar Froese Jerome Froese | 7:25     |  |
| 3.    | «On Cranes' Passage»               | Jerome Froese Edgar Froese | 4:31     |  |
| 4.    | «Rising Haul In Silence»           | Jerome Froese Edgar Froese | 7:36     |  |
| 5.    | «United Goblins Parade»            | Edgar Froese Jerome Froese | 5:47     |  |
| 6.    | «Lamb With Radar Eyes»             | Jerome Froese Edgar Froese | 8:42     |  |
| 7.    | «Elf June And The Midnight Patrol» | Linda Spa Edgar Froese     | 4:43     |  |
| 8.    | «Sad Merlin's Sunday»              | Edgar Froese Jerome Froese | 10:52    |  |
| 59:19 |                                    |                            |          |  |

## Personal
- Jerome Froese - teclados, percusión, guitarra, ingeniería de sonido y masterización
- Edgar Froese - teclados, percusión, guitarras de 12 cuerdas, solista y acústica, ingeniería de sonido y producción
- Linda Spa - teclados y saxo soprano
- Gerald Gradwohl - guitarra
- Mark Hornby - guitarra
- Peter Liendl - ingeniero de sonido asistente
- Jim Rakete - fotografía
- Gisela Kloetzer - edición de fotografía
- Heidi Baumgarten - diseño de arte
- Catherine Creighton - dirección de arte
- Frankie Pezzella - dirección de arte
- Jennifer A. Wheeler - diseño